# Handsome Lake
Handsome Lake (en lengua cayuga: Sganyadái:yo, en lengua seneca: Sganyodaiyo) es el nombre con el que fue conocido Ganjo Dieyo (Canawaugus, Nueva York 1735 – Onondaga, Nueva York, 1815) un líder religioso seneca del pueblo iroqués. Era medio hermano de Cornplanter, un jefe de guerra seneca.
Handsome Lake, líder y profeta, desempeñó un papel importante en el reavivamiento de la religión tradicional entre los Haudenosaunee (Pueblo de la Casa Comunal), o Confederación de las Seis Naciones Iroquesas. Predicó un mensaje que combinaba creencias religiosas tradicionales de los haudenosaunee con un código revisado que pretendía reavivar la conciencia tradicional de los haudenosaunee tras un largo periodo de desintegración cultural tras la colonización. Este mensaje se publicó finalmente con el nombre de «Código de Handsome Lake» y se sigue practicando en la actualidad.

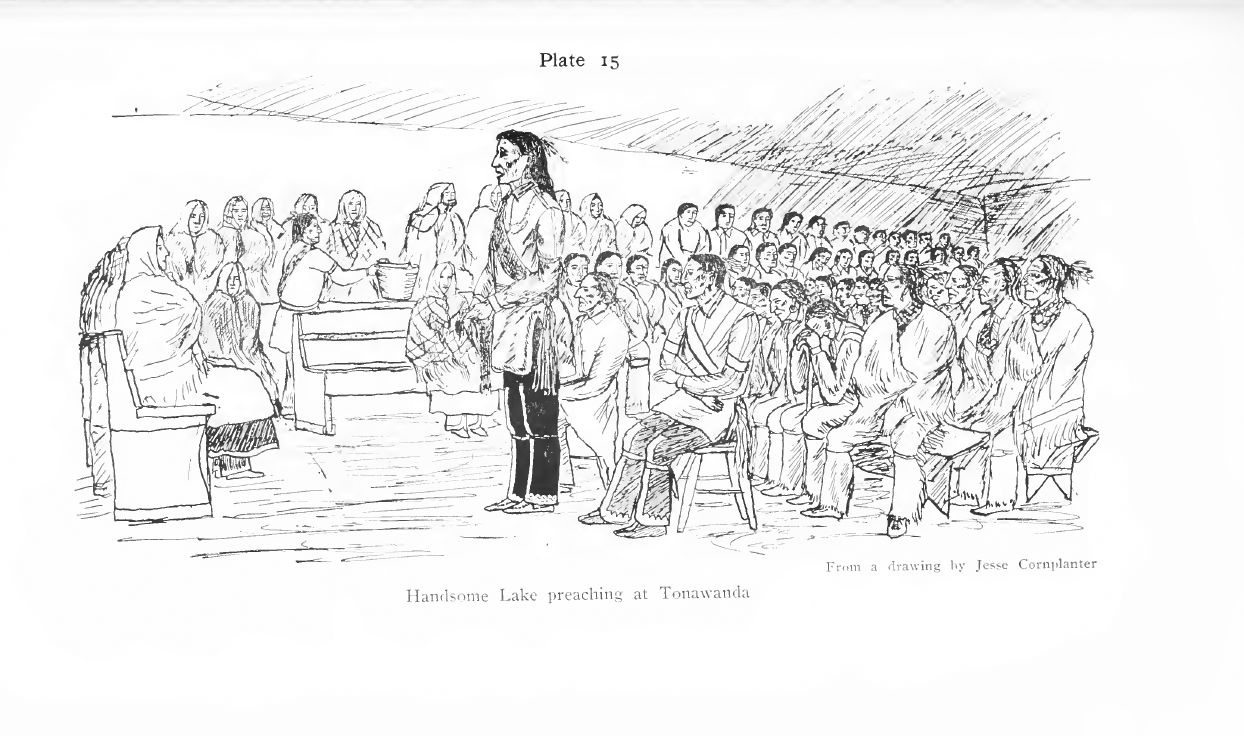
Handsome Lake Preaching at Tonawanda by Jesse Cornplanter

Enfermo como consecuencia de un alcoholismo de larga data, Handsome Lake declaró en 1799 haber tenido visiones y, entonces, abandonó el alcohol. Entre 1799 y 1815 creó una nueva religión, que transmitía un código o Gai’wiio. Rechazaba el one’ga (alcohol), el aborto y la brujería, y mezcla elementos cristianos, anima al cultivo de la tierra y hacer casas, mantiene el calendario de los rituales (como los festivales de las Fresas, el arce, del maíz verde, el sacrificio del perro blanco, el Día de Acción de Gracias y el juego de la taza), y creía que Hanisse’ono, el maligno, vivía en Europa. Así propiciaría que en 1850 se fundase la Religión de la Casa Comunal.